# Pareurythoe spirocirrata
Pareurythoe spirocirrata är en ringmaskart som först beskrevs av Essenberg 1917.  Pareurythoe spirocirrata ingår i släktet Pareurythoe och familjen Amphinomidae. Inga underarter finns listade i Catalogue of Life.